# Louet (Loire)
Pour les articles homonymes, voir Louet.

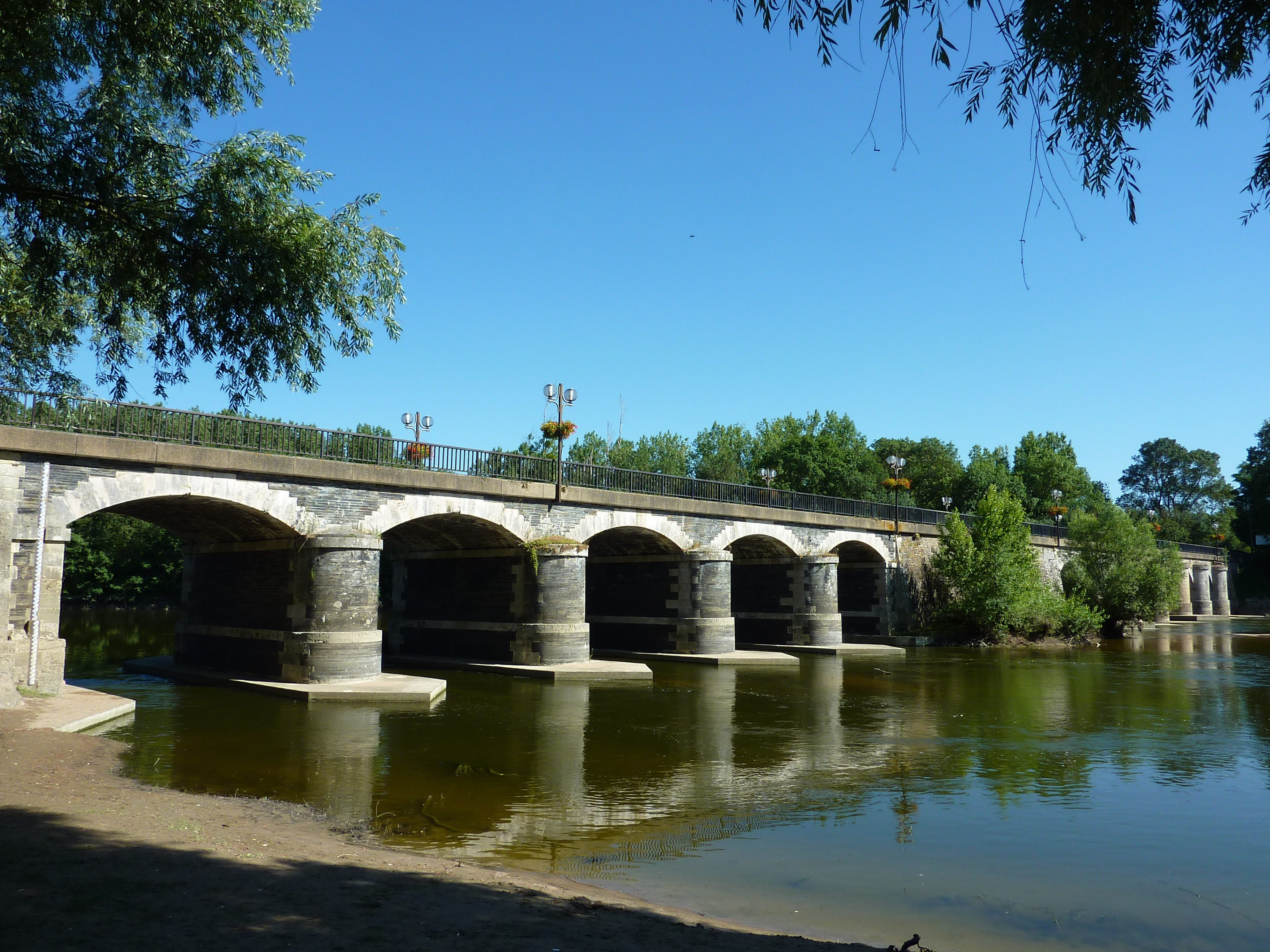
Pont sur le Louet aux Ponts-de-Cé.

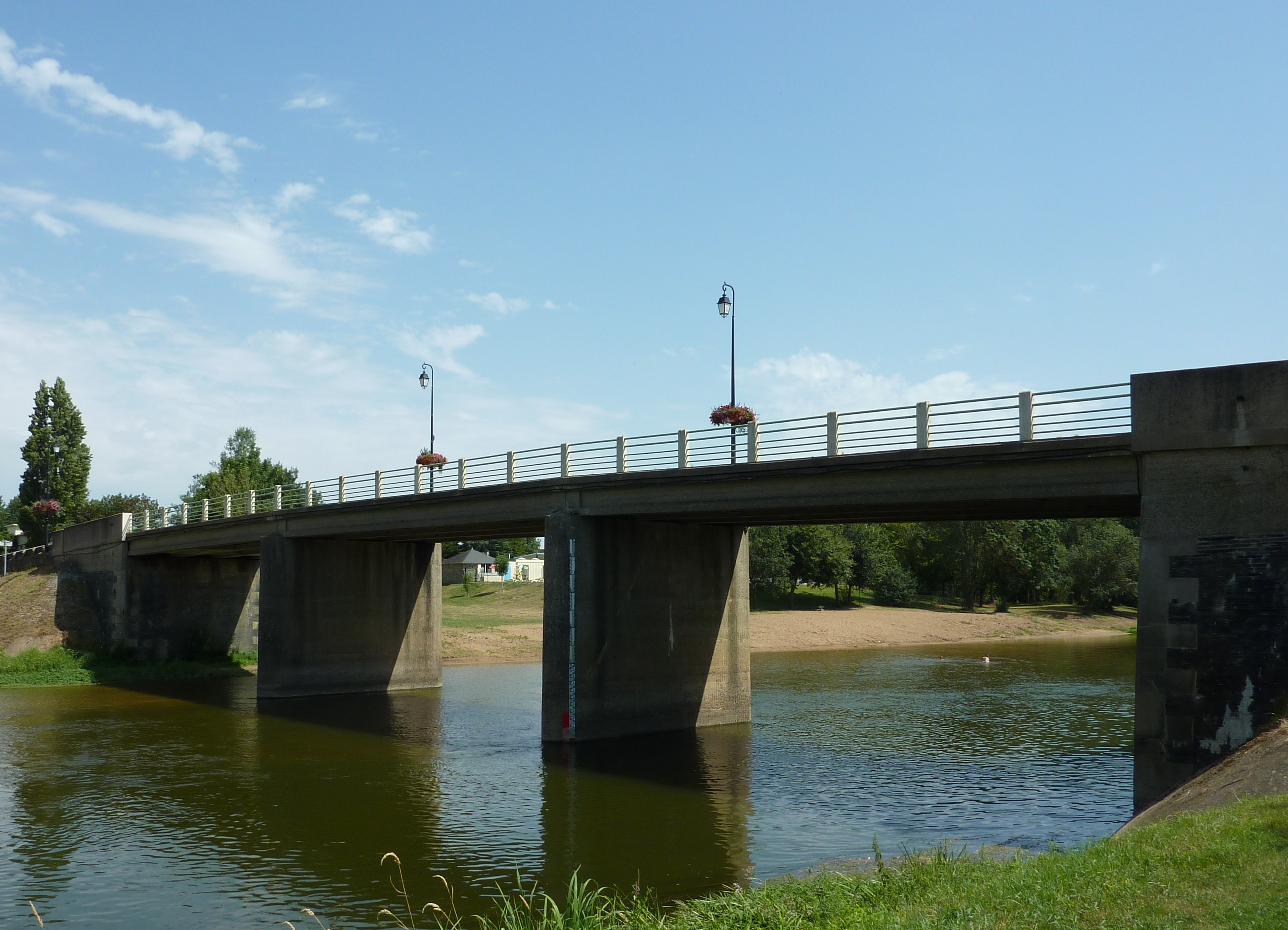
Pont sur le Louet à Rochefort-sur-Loire.

Le Louet est un bras de la Loire situé dans le département de Maine-et-Loire. Le cours d'eau débute en amont sur la commune de Juigné-sur-Loire et se jette dans la Loire à la hauteur de Chalonnes-sur-Loire. Le Louet est classé dans la zone naturelle d'intérêt écologique, faunistique et floristique de Maine-et-Loire des prairies de Rochefort et vallée du Louet.

## Géographie
Le Louet est formée par un bras de la Loire au niveau de Juigné, s'en éloignant à travers les terres de la vallée jusqu'à la rejoindre à Chalonnes.
Son cours est grossi à la hauteur de Denée par l'Aubance, son principal affluent.
Contrairement aux boires qui sont des bras morts de la Loire, le Louet est alimenté en permanence par les eaux de la Loire.

## Origine
On ne peut parler de la région sans évoquer les inondations qui noient les prairies du Louet et de la vallée.
En 1588 une inondation brise la levée de Juigné, et s’engouffre dans la vallée. Elle rejoint un cours d'eau qui prenait sa source à Saint-Jean-des-Mauvrets pour se jeter dans la Loire à Mûrs-Erigné, créant ainsi un nouveau bras.

## Localités traversées
- Juigné-sur-Loire
- Les Ponts-de-Cé
- Mûrs-Erigné
- Mozé-sur-Louet
- Denée
- Rochefort-sur-Loire
- Chalonnes-sur-Loire

Le Louet passe également au pied de la Corniche Angevine.